# مدرسه هایکازیان
مدرسه هایکازیان مدرسه‌ای به شیوهٔ مدارس اروپایی بود که در ۱۲۴۹ خورشیدی (۱۸۷۰ میلادی) با تلاش میکائیل مارکاریان و هوسپ تادئوسیان در تهران تأسیس شد و اولین مدرسهٔ ملی ارمنیان ایران نیز بود. سرانجام پس از ۶۶ سال خدمت فرهنگی در این سرزمین در آذر ۱۳۱۵ (۱۹۳۶) به اجبار بسته شد.